# Hrabstwo Pulaski (Illinois)
Hrabstwo Pulaski – hrabstwo w USA, w stanie Illinois, według spisu z 2000 roku liczba ludności wynosiła 7 348. Siedzibą hrabstwa jest Mound City.

## Geografia
Według spisu hrabstwo zajmuje powierzchnię 527 km², z czego 520 km² stanowią lądy, a 7 km² (2,19%) stanowią wody.

### Sąsiednie hrabstwa
- Hrabstwo Union – północ
- Hrabstwo Johnson – północny wschód
- Hrabstwo Massac – wschód
- Hrabstwo Ballard, Kentucky – południowy wschód

Stan Illinois na mapie USA

- Hrabstwo Alexander – zachód

## Miasta
- Mound City
- Mounds

## Wioski
- Karnak
- New Grand Chain
- Olmsted
- Pulaski
- Ullin

## Historia
Hrabstwo Pulaski zostało utworzone z części Hrabstwa Alexander oraz Hrabstwa Johnson w 1843. Zostało nazwane na cześć Kazimierza Pułaskiego bohatera wojny o niepodległość Stanów Zjednoczonych.

## Demografia
Według spisu z 2000 roku hrabstwo zamieszkuje 7348 osób, które tworzą 2893 gospodarstw domowych oraz 1941 rodzin. Gęstość zaludnienia wynosi 14 osób/km². Na terenie hrabstwa jest 3353 budynków mieszkalnych o częstości występowania wynoszącej 6 budynków/km². Hrabstwo zamieszkuje 66,52% ludności białej, 31,00% ludności czarnej, 0,14% rdzennych mieszkańców Ameryki, 0,93% Azjatów, 0,00% mieszkańców Pacyfiku, 0,27% ludności innej rasy oraz 1,14% ludności wywodzącej się z dwóch lub więcej ras, 1,46% ludności to Hiszpanie, Latynosi lub inni.
W hrabstwie znajduje się 2893 gospodarstw domowych, w których 31,20% stanowią dzieci poniżej 18 roku życia mieszkający z rodzicami, 47,40% małżeństwa mieszkające wspólnie, 15,80% stanowią samotne matki oraz 32,90% to osoby nie posiadające rodziny. 30,00% wszystkich gospodarstw domowych składa się z jednej osoby oraz 15,50% żyje samotnie i ma powyżej 65 roku życia. Średnia wielkość gospodarstwa domowego wynosi 2,44 osoby, a rodziny wynosi 3,03 osoby.
Przedział wiekowy populacji hrabstwa kształtuje się następująco: 27,20% osób poniżej 18 roku życia, 8,30% pomiędzy 18 a 24 rokiem życia, 25,30% pomiędzy 25 a 44 rokiem życia, 21,70% pomiędzy 45 a 64 rokiem życia oraz 17,40% osób powyżej 65 roku życia. Średni wiek populacji wynosi 38 lat. Na każde 100 kobiet przypada 91,80 mężczyzn. Na każde 100 kobiet powyżej 18 roku życia przypada 89,30 mężczyzn.
Średni dochód dla gospodarstwa domowego wynosi 25 361 USD, a średni dochód dla rodziny wynosi 33 193 dolarów. Mężczyźni osiągają średni dochód w wysokości 29 198 dolarów, a kobiety 19 656 dolarów. Średni dochód na osobę w hrabstwie wynosi 13 325 dolarów. Około 20,50% rodzin oraz 24,70% ludności żyje poniżej minimum socjalnego, z tego 34,70% poniżej 18 roku życia oraz 21,30% powyżej 65 roku życia.